# Sylvia Millecam

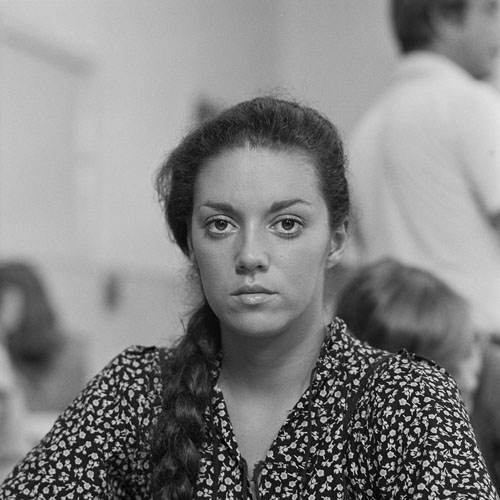
Sylvia Millecam (1980)

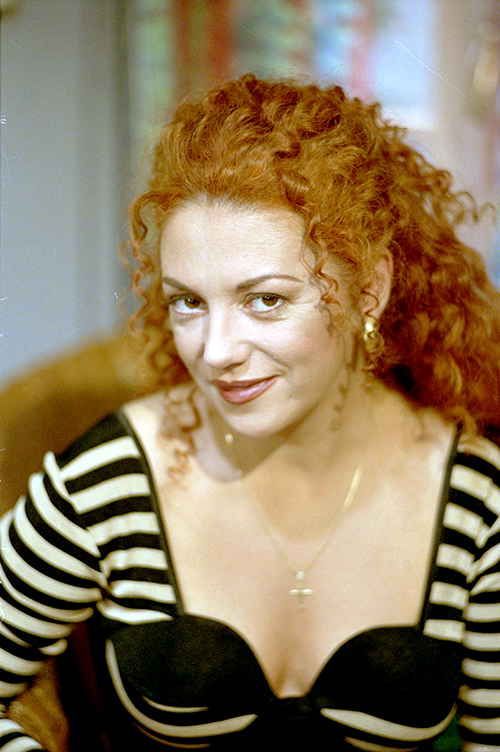
Sylvia Millecam 1995

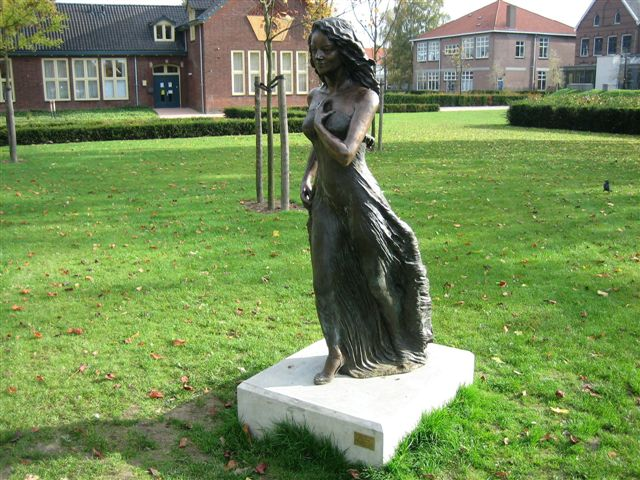
Standbild von Sylvia Millecam in Boxmeer.

Sylvia Millecam (* 23. Februar 1956 in Den Haag, Zuid-Holland; † 20. August 2001 in Nijmegen, Gelderland) war eine niederländische Schauspielerin, Sängerin und Fernsehmoderatorin.

## Leben und Wirken

### Herkunft und Karriere
Millecam wurde als einziges Kind des Kochs Freek Millecam († 1997) und Leny Noltenius van Elsbroek († 2013) in eine katholische Familie hineingeboren. Im Alter von 12 Jahren zog sie mit der Familie nach Boxmeer.
Sie begann ihre Karriere am Theater bei der Toneelgroep Amsterdam und wirkte bei weiteren Theaterensembles mit.  Einer ihrer Förderer war Aart Staartjes. Mit ihm und vielen anderen spielte sie zudem kleine Szenen im Kinderfernsehformat Het Klokhuis. Sie spielte in  verschiedenen Fernsehformaten und Filmen.
Bekannt wurde sie durch ihr Auftreten in den Sendungen Ook dat nog! und Knoop in je zakdoek. Sie wurde zwei Mal in den Niederlanden zur populärsten Fernsehpersönlichkeit gewählt.

### Krankheit und Tod
Im Jahr 1999 wurde bei Millecam Brustkrebs festgestellt. Sie weigerte sich jedoch, die vorgeschlagenen Behandlungen der Ärzte mit Operation, Chemotherapie und Bestrahlung vornehmen zu lassen, weil ihr Vater einmal wegen einer medizinischen Fehldiagnose unnötig operiert worden war. Stattdessen ließ sie sich ohne Erfolg von verschiedenen Alternativmedizinern behandeln. Am 17. August 2001 wurde sie im Universitätskrankenhaus von Nijmegen aufgenommen, wo sie drei Tage später starb.
Gegen drei der Alternativmediziner, die lediglich eine bakterielle Infektion festgestellt haben wollten, wurde eine Untersuchung eingeleitet, die mit mehrmonatigen Berufsverboten endete (einmal auch lebenslang). Ein angebliches Medium namens Jomanda bestärkte Millecam in ihrem Vorhaben die Erkrankung ohne Schulmedizin kurieren zu können. Ein späteres Verfahren gegen die Wahrsagerin wurde jedoch eingestellt.
Am 25. August 2001 fand Sylvia Millecam ihre letzte Ruhe auf dem Friedhof Westgaarde in Amsterdam.
In ihrem Heimatort Boxmeer steht ein abbildendes Denkmal zu ihren Ehren.

## Filmografie (Auswahl)
- 1981: Come-Back
- 1985: Dutch Girls
- 1987: Hector
- 1988: Dorst
- 1990: De Gulle Minnaar